# Charles-Valentin Alkan

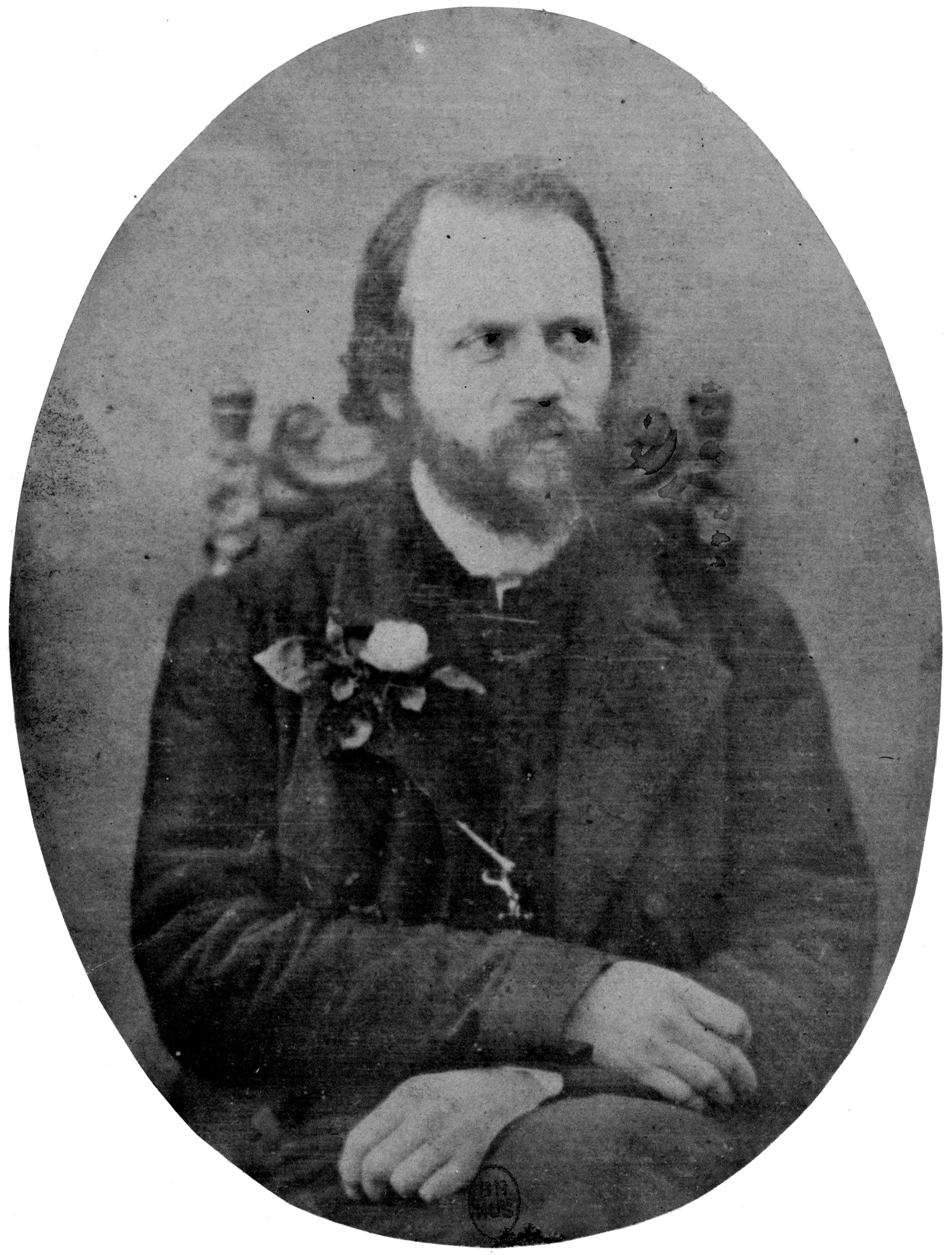
Charles-Valentin Alkan

Charles-Valentin Alkan, född 30 november 1813 i Paris, död där 29 mars 1888, var en fransk tonsättare och pianist.
Alkan skrev mestadels pianoverk, där hans tekniskt mycket komplicerade etyder särskilt märks. Av dessa är de mest kända de tolv etyderna i samtliga molltonarter, Douze études dans tous les tons mineurs opus 39 (1857), som avslutas med Aisopos gästabud (nr 12 i e-moll). Vad som är unikt med opus 39 är att det inkluderar inte bara en uvertyr utan även en symfoni samt en konsert för solopiano.  
Symfonin (etyd nr 4–7) omfattar fyra satser, med en sammanlagd speltid på cirka 25 minuter: (I) Allegro i c-moll med sonatform; (II) Marche Funèbre i f-moll; (III) Menuet i b-moll; samt (IV) Finale i ess-moll med mycket hög teknisk svårighetsgrad. Av än högre svårighetsgrad och dubbel längd är dock solokonserten (etyd nr 8–10), som inkluderades på plats fem i brittiska Classic FM:s lista från 2019 över de tio svåraste pianoverken. Konserten omfattar tre satser, 1342 takter och en speltid på cirka 50 minuter: (I) Allegro assai i giss-moll med utvidgad sonatform, dubbel exposition och en speltid på knappt 30 minuter; (II) Adagio i ciss-moll, som till en början kan liknas vid en Chopin-nocturne, men kring mitten transformeras till en grotesk marsch i b-moll med tjocka basackord; (III) Allegretto alla barbaresca i fiss-moll, vars polonäs-rytm åter alluderar till Chopin, även om den tekniska svårighetsgraden med kaskader av trettioandradelsnoter mer liknar Liszt.  
Alkans 30 Chants är publicerade i fem sviter om sex stycken i varje. De fem sviterna är inspirerade av Felix Mendelssohns första bok med Lieder ohne Worte. Därför avslutas var och en med en Barcarolle – alla olika, fast samtliga går i g-moll.

## Verkförteckning

### Pianoverk
- Variations sur un theme de Steibelts Orage Concert, opus 1 (1828)
- Rondeau chromatique (1833)
- Douze Caprices, opus 12, 13, 15 och 16
  - Trois études de bravoure: Improvisations, (opus 12)
    - 1 Prestissimo
    - 2 Allegretto
    - 3 Allegro marziale

  - Trois andantes romantiques, (opus 13)
  - Souvenirs: Trois morceaux de le genre pathétique, (opus 15)
    - 7 Aime-moi ass-moll
    - 8 Le vent
    - 9 Morte

  - Trois Études de bravoure: Scherzi, (opus 16)
    - 10 Mouvement de valse
    - 11 Moderato: Quasi minuetto
    - 12 Prestissimo
- Le preux: Etude de consert, opus 17 (cirka 1844)
- Nocturne, opus 22 (1844)
- Saltarelle e-moll, opus 23 (1844)
- Gigue et air de ballet dans le style ancien, opus 24 (1844)
- Alleluia, opus 25 (1844)
- Marche funèbre, opus 26 (cirka 1844)
- Le chemin de fer, etyd opus 27 (cirka 1844)
- 25 Préludes, dans tous les tons majeurs et mineurs, opus 31 (1847)
- Quatre impromptus, opus 32:1–4 (1848–1849)
  - 1 Vaghezza
  - 2 L’amitié
  - 3 Fantasietta alla moresca
  - 4 La foi
- Deuxième recueil d’impromptus, opus 32:5–8 (1849)
  - 5 Andantino
  - 6 Allegretto
  - 7 Vivace
  - 8 Andante
- Grande Sonate: Les Quatre Ages, opus 33
  - 1 Vingt Ans:
  - 2 Trente Ans: Quasi-Faust
  - 3 Quarante Ans: Un heureux ménage
  - 4 Cinquante Ans: Prométhée enchaînté
- Douze Études dans les tons majeurs, opus 35 (cirka 1847) tillägnad Francois-Joseph Fétis
  - 1 Etude A-dur
  - 2 Etude D-dur
  - 3 Etude G-dur
  - 4 Etude C-dur
  - 5 Etude F-dur Allegro barbaro
  - 6 Etude Bb-dur
  - 7 Etude Ess-dur L’incendie au village voisin
  - 8 Etude Ass-dur
  - 9 Etude Ciss-dur Contrapunktus
  - 10 Etude Gess-dur Chant d’amour - Chant de la mort
  - 11 Etude H-dur
  - 12 Etude E-dur
- Trois marches quasi da cavalleria, opus 37 (1857)
- Chants, livre 1, opus 38:1–6 (1857)
  - 6 Barcarolle g-moll
- Chants, livre 2, opus 38:7–12 (1857)
  - 12 Barcarolle g-moll
- Douze Études dans les tons mineurs, opus 39 (cirka 1857)
  - 1 Comme le vent: Prestissamente a-moll
  - 2 En rhythme molossique: Risoluto d-moll
  - 3 Scherzo diabolico g-moll
  - Symphonie
    - 4 Allegro: Allegro moderato c-moll
    - 5 Marche funèbre: Andantino f-moll
    - 6 Menuet: Tempo di minuetto b-moll
    - 7 Finale: Presto ess-moll

  - Concerto
    - 8 Allegro assai giss-moll
    - 9 Adagio ciss-moll
    - 10 Allegretto alla barbaresca fiss-moll

  - 11 Overture: Maestoso - Allegro h-moll
  - 12 Le festin d’Esope e-moll
- Trois marches pour piano à quatre mains, opus 40 (1857)
- Trois petites fantasies, opus 41 (1857) tillägnad Franz Liszt
  - 1 Assez gravement a-moll
  - 2 Andantino g-moll
  - 3 Presto b-moll
- Salut, cendre du pauvre!, opus 45 (parafras över en dikt av Gabriel Marie Jean Baptiste Legouve) (1856)
- Minuetto alla tedesca, opus 46 (1857)
- Capriccio alla soldatesca opus 50:1 (1859)
- Le tambour bat aux champs, opus 51:2
- Super flumina Babylonis g-moll, opus 52 (1859) Psaltaren 137
- Deuxième nocturne och Troisième nocturne, opus 57 (1859)
- Sonatine, opus 61 (1861)
  - 1 Allegro vivace
  - 2 Allegramente
  - 3 Scherzo-minuetto
  - 4 Tempo giusto
- Esquisses eller Motifs, opus 63 (1861)
- Chants, livre 3, opus 65 (1867)
  - 6 Barcarolle g-moll
- Chants, livre 4, opus 67 (1876)
  - 6 Barcarolle g-moll
- Chants, livre 5, opus 70 (cirka 1872)
  - 6 Barcarolle g-moll
- Les mois, opus 74
- Toccatina, opus 75 (cirka 1872)
- Trois Grandes Études, opus 76 (cirka 1838–1840)
  - 1 Étude pour la main gauche seule Fantasie Ass-dur
  - 2 Étude pour la main droite seule Introduction, variations et finale D-dur
  - 3 Étude pour les mains réunies Mouvement semblable et perpetuel c-moll
- Les regrets de la nonnette (1854)
- Petit Conte (1859)
- Zorcico Danse ibérienne à cinq temps

### Verk för orgel,pedalpianoeller piano ”à trois mains”
- Pro organo c-moll (1850)
- Benedictus, opus 54 (1859)
- Treize prières, opus 64 (1866)
- Onze grades préludes et un transcription, opus 66 (1866)
- Impromptu sur le choral de Luther: Un fort rempart est nôtre Dieu, opus 69 (1866) (tillägnad Francois Benoist)
- Onze pièces dans le style religieux, opus 72
- Petits préludes sur les huit gammes du plain-chant, för orgel (cirka 1859)
- Douze études d’orgue à pieds seul (cirka 1866)
- Bombardo-Carillion à quatre pieds seul (cirka 1872) (tillägnad Elie-Miriam Delaborde)

### Kammarmusik
- Rondo brilliant, opus 4 för piano (och stråkar ad lib) (cirka 1833)
- Grand Duo concertant, opus 21 för violin och piano (cirka 1840)
- Trio g-moll, opus 30 för pianotrio (1841)
- Sonate de concert, opus 47 för cello och piano (1857)

### Verk för piano och orkester
- Två pianokonserter, opus 10
  - 1er Concerto da camera, opus 10:1 a-moll (1831)
  - 2e Concerto da camera, opus 10:2 ciss-moll (1833) (tillägnad John Field)

### Verk för militärorkester
- Pas-redoublé Quick-step (1940)

### Vokalverk
- Es haim eller Etz chajjim hi (cirka 1847)
- Halelouyah (cirka 1857) Psaltaren 150
- Marcia funebre sulla morte d’un Papagallo, per due Soprani, Tenore, Basso, con tre Oboi e Fagotto; Parole e Musica dell Cittadino C V Alkan (primogenito)